# Neoimpressionismo

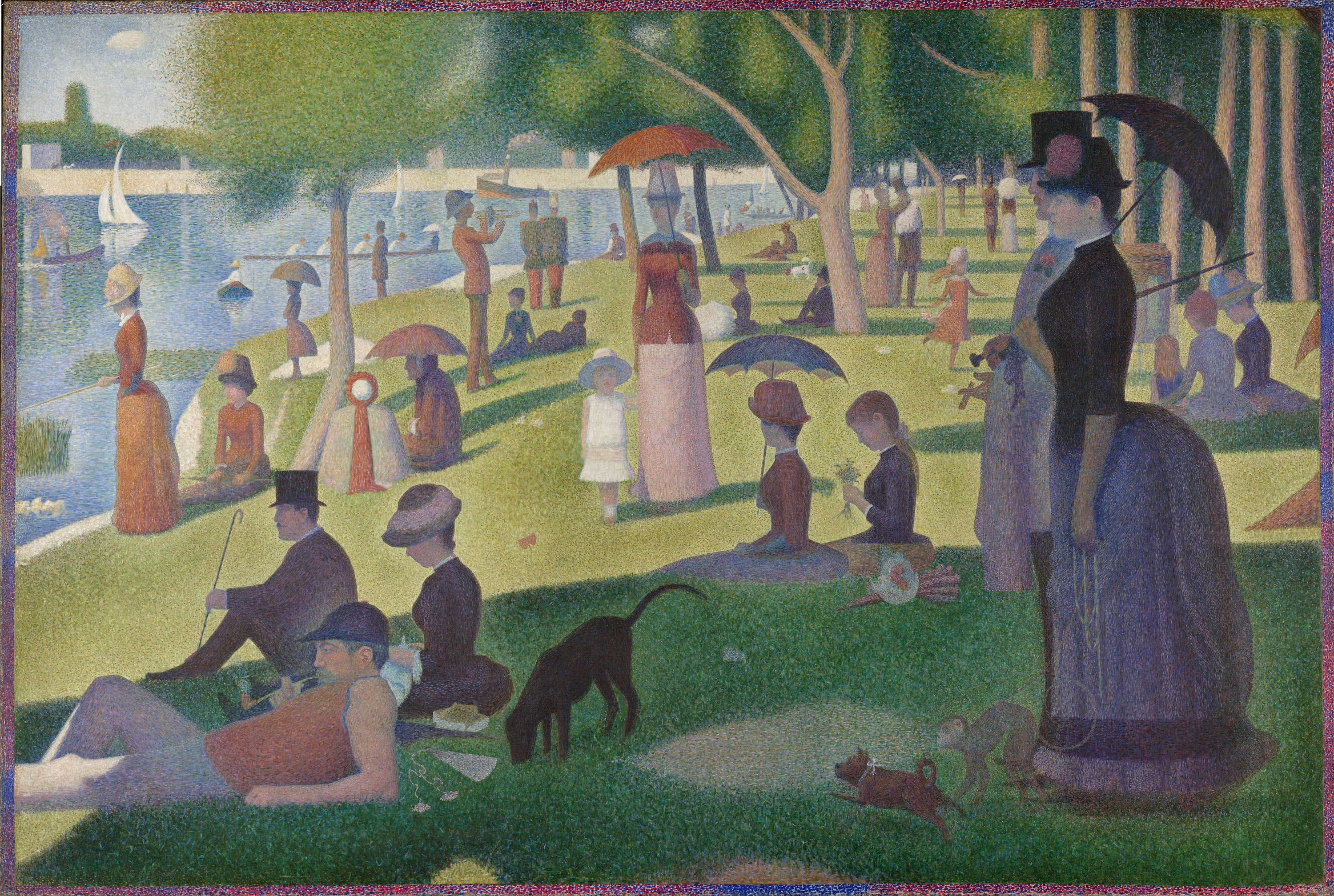
Georges Seurat, Una domenica pomeriggio sull'isola della Grande-Jatte (1884-1886); olio su tela, 207×308 cm, Art Institute of Chicago

Il neoimpressionismo è un movimento pittorico nato con l'intento di sviluppare e sistematizzare in modo "scientifico" i principi dell'impressionismo. Nasce dalle riflessioni della "Société des Indépendants" presieduta da Odilon Redon e composta da Paul Signac, Georges Seurat, Henri-Edmond Cross, Charles Angrand, Albert Dubois-Pillet, Hippolyte Petitjean, Théo van Rysselberghe, Léo Gausson e altri ancora. Fu definito in questo modo da Félix Fénéon nel 1886 per sottolineare da un lato la continuità con l'arte impressionista e dall'altro lato evidenziare il processo evolutivo guidato dalle più aggiornate conoscenze scientifiche nell'ambito dell'uso del colore. Fu anche detto divisionismo (o "cromo-luminarismo") per la tecnica usata e anche impropriamente indicato con il termine pointillisme (in italiano tradotto come puntinismo). La tecnica divisionista e quella puntinista si svilupparono contemporaneamente e vennero utilizzate all'interno di questo movimento, ma quest'ultima si focalizzava soprattutto sull'utilizzo di punti di pittura piuttosto che sulla separazione dei colori. Spesso divisionismo e puntinismo vengono usati per descrivere la stessa tecnica e sono considerati sinonimi.

## Il nome
Georges Seurat, pioniere del movimento, soleva definire la sua concezione tecnico-artistica «cromo-luminarismo» o «divisionismo», tuttavia il termine "Neoimpressionismo" fu coniato dall'editorialista e critico d'arte Félix Fénéon in un articolo pubblicato il 19 settembre 1886 sulla rivista "L'Art Moderne" e poi ripreso in un proprio saggio sul movimento. Con questo termine si intendeva sottolineare la differenza tra l'Impressionismo originario, «romantico», e il nuovo Impressionismo «scientifico». Nel dicembre dello stesso anno fu usato anche da Arsène Alexandre, editorialista de "L'Evénement".

## Principi estetici
Durante l'emergere del neoimpressionismo, Seurat e i suoi seguaci si sforzarono di superare in senso scientifico l'arte impressionista fatta di modi impulsivi e intuitivi. I neoimpressionisti usarono reti disciplinate di punti e blocchi di colore per concretizzare il loro desiderio di infondere un senso di organizzazione e permanenza. Nel dare ulteriore forma al movimento, Seurat ha fatto proprie la allora recenti teorie scientifiche sulla percezione ottica e cromatica.
Gli studi sulla teoria del colore portati avanti da Michel Eugène Chevreul e dagli altri studiosi alla fine del XIX secolo ebbe un ruolo fondamentale nel plasmare lo stile neoimpressionista. Nel libro Modern Chromatics, with Applications to Art and Industry, Ogden Rood riportò i suoi studi sui diversi comportamenti mostrati dalla mescolanza di colori fatti di luce o di pigmento. Mentre la miscela del primi dava vita a un colore bianco o grigio (mescolanza additiva), quella del secondo produce un colore scuro e torbido (mescolanza sottrattiva). Come pittori, i neoimpressionisti fecero i conti con pigmenti colorati. Per evitare di ottenere un effetto opaco dovuto alla miscela dei pigmenti, escogitarono un sistema di giustapposizione di colori puri senza ricorrere alla loro reciproca mescolanza. L'uso efficace della tecnica puntinista facilitò l'ottenimento di un effetto luminoso particolare e, da lontano, i punti si fondevano mostrando la massima brillantezza e una maggiore aderenza alle condizioni di luce reali. I caratteri del neoimpressionismo furono codificati da Fénéon, confermati da Signac sul suo Journal e da Seurat in una lettera a Maurice Beaubourg del 1890. Questi sono:
1. massima luminosità coloristica in ogni quadro, secondo l'idea impressionista;
2. per ottenere la massima luminosità di cui sopra, si procede alla giustapposizione sistematica e alla mescolanza ottica dei toni, delle tinte e dei pigmenti unici puri; la mescolanza dei colori sulla tavolozza, invece, va nettamente rifiutata;
3. i diversi elementi vanno equilibrati fra loro secondo le leggi dell'irradiamento, del contrasto e della degradazione;
4. la dimensione del quadro determina anche la scelta del tocco;
5. i vari elementi del dipinto (toni, linee, tinte complementari etc.) devono essere in armonia tra loro;
6. il pittore deve puntare all'emozione ottica e non a quella soggettiva.

I punti elencati costituiscono la tecnica della division, con i benefici della colorazione, della luminosità e dell'armonia, ma differiscono dagli elementi costitutivi della vituperata - da parte dei neoimpressionisti - tecnica pointilliste, la quale difetta di equilibrio e di contrasto.

## Una pittura basata sulla scienza
Durante il XIX secolo, scrittori-scienziati come Michel Eugène Chevreul, Nicholas Ogden Rood e David Sutter pubblicarono trattati sul colore e gli effetti ottici della percezione. Riuscirono a tradurre le ricerche di Newton e Helmholtz in un linguaggio comprensibile anche ai profani. Chevreul fu quello che influenzò maggiormente gli artisti dell'epoca; il suo maggior contributo riguardò la ruota dei colori primari e secondari.
Chevreul era un chimico francese che si occupava di restauro di arazzi antichi: grazie a questo lavoro, notò che l'unico modo per restaurare correttamente una sezione era tener conto dell'influenza dei colori presenti attorno alla lacuna. Scoprì così che due colori giustapposti, leggermente sovrapposti o molto vicini, avrebbero avuto l'effetto di un altro colore se visti da una certa distanza. La scoperta di questo fenomeno divenne la base della tecnica puntinista usata dai pittori neoimpressionisti.
- Colori primari: giallo, blu e rosso
- Colori secondari: arancione, verde e viola
- Colori intermedi: rosso-arancio, giallo-arancio, ecc.

Chevreul scoprì anche che "l'ombra" che si vede dopo aver guardato un colore, è l'opposto, o complementare. Per esempio, osservando un oggetto rosso, si può notare un'ombra verde, della forma dell'oggetto. Il complementare è dovuto alla persistenza sulla retina dell'immagine.
I pittori neoimpressionisti si interessarono dell'interazione dei colori e fecero grande uso dei colori complementari nei loro dipinti. Nei suoi lavori, Chevreul avvisò gli artisti che non avrebbero dovuto solamente dipingere il colore dell'oggetto rappresentato, ma avrebbero dovuto aggiungere anche altri colori, con opportuni adattamenti per raggiungere l'armonia.
Un altro testo fondamentale per le teorie neoimpressioniste fu la Grammatica dell'arte del disegno, scritto nel 1867 da Charles Blanc, che citava gli studi di Chevreul e che era indirizzato ad artisti e dilettanti. Per Blanc, il colore aveva un significato emozionale: sosteneva che il colore non avrebbe dovuto essere basato su un giudizio di gusto, ma piuttosto avrebbe dovuto essere il più vicino possibile alla realtà.
Altra importante influenza sui Neoimpressionisti l'ebbe Nicholas Ogden Rood, che studiò anche i colori e gli effetti ottici. Mentre le teorie di Chevreul erano fondate sugli studi di Newton sulla mescolanza della luce, quelle di Rood si basavano sugli scritti di Helmholtz, che analizzava gli effetti delle mescolanze e delle giustapposizioni dei pigmenti. Per Rood, i colori primari erano rosso, verde e blu-violetto: come Chevreul, sosteneva che se due colori si trovano vicini, da una certa distanza sembrano un terzo colore. Inoltre, la giustapposizione di tinte primarie avrebbe creato un colore più intenso e gradevole di quanto si sarebbe ottenuto mescolando direttamente i pigmenti. Poneva anche l'attenzione sulla differenza tra colori additivi e sottrattivi, poiché la luce e la materia colorata si mescolano in modi diversi:
- Pigmenti: giallo + rosso + blu = nero
- Luce: giallo + rosso + blu = bianco

### Sbagliata interpretazione dei principi scientifici
Sebbene gli artisti neoimpressionisti credessero fermamente che il loro stile fosse fondato su principi scientifici, diversi studiosi ritengono che ci siano prove che questi abbiano interpretato male alcuni elementi di base dell'ottica. Ad esempio, uno di questi malintesi può essere visto nella convinzione generale che il metodo di pittura divisionista consentisse una maggiore luminosità rispetto alle tecniche precedenti. In realtà, la luminosità di due pigmenti uno accanto all'altro è solo la media delle loro singole luminosità. Inoltre, non è possibile creare un colore utilizzando una miscela ottica che non possa essere creata anche da una miscela fisica. Incongruenze logiche possono essere trovate anche con l'esclusione divisionista dei colori più scuri e la loro interpretazione del contrasto simultaneo.

## Diffusione della tecnica divisionista
La diffusione del neoimpressionismo e quindi della tecnica divisionista fu particolarmente significativa in Belgio e si affermò in Italia tra i cosiddetti "divisionisti italiani". Ricoprì molta importanza anche per il futurismo.

### Francia e nord Europa
L'influenza di tale movimento può essere vista in diverse delle opere di artisti che abbracciarono la tecnica divisionista in toto o in parte in Francia e nel nord Europa. Tra questi si annoverano Vincent van Gogh, Henri Matisse, Jean Metzinger, Robert Delaunay e Pablo Picasso. In Belgio si possono riscontrare influenze in Théo van Rysselberghe, Henry van de Velde e Willy Finch.
Nel 1907 Metzinger e Delaunay furono individuati dal critico Louis Vauxcelles come divisionisti che facevano uso di grandi "cubi" simili a tessere di mosaico per costruire composizioni piccole ma fortemente simboliche. Entrambi gli artisti avevano sviluppato un nuovo sottogenere che ebbe una grande rilevanza all'interno delle loro opere cubiste successive. Nei Paesi Bassi, Piet Mondrian, Jan Sluijters e Leo Gestel svilupparono una tecnica divisionista simile a quella a "tessere di mosaico" intorno al 1909.

### Italia
La tecnica divisionista e l'approccio scientifico alla pittura di Seurat e Signac ebbe grande influenza anche su alcuni pittori italiani e questo divenne evidente nella Prima Triennale di Milano tenutasi nel 1891. Guidati da Vittore Grubicy de Dragon e codificati poi da Gaetano Previati nel suo saggio Principi scientifici del divisionismo del 1906, alcuni pittori principalmente del nord Italia sperimentarono a vario titolo queste tecniche.
(Gaetano Previati, Principi scientifici del divisionismo, pag. 244)
Pellizza da Volpedo applicò la tecnica a soggetti sociali (e politici); in tal senso si mossero anche Morbelli e Longoni. Fu però in materia di paesaggi che il divisionismo trovò forti sostenitori tra cui Giovanni Segantini, Gaetano Previati, Angelo Morbelli e Matteo Olivero. Ulteriori sostenitori al genere pittorico furono Plinio Nomellini, Rubaldo Merello, Giuseppe Cominetti, Camillo Innocenti, Enrico Lionne, Eugenio Cecconi e Arturo Noci. Il divisionismo ebbe anche un'influenza importante nell'opera dei futuristi, soprattutto nel primo periodo. Tra questi vi erano Gino Severini (Souvenirs de Voyage, 1911), Giacomo Balla (Lampada ad arco, 1909), Carlo Carrà (Uscita da teatro, 1910) e Umberto Boccioni (La città che sale, 1910).

## I principali artisti

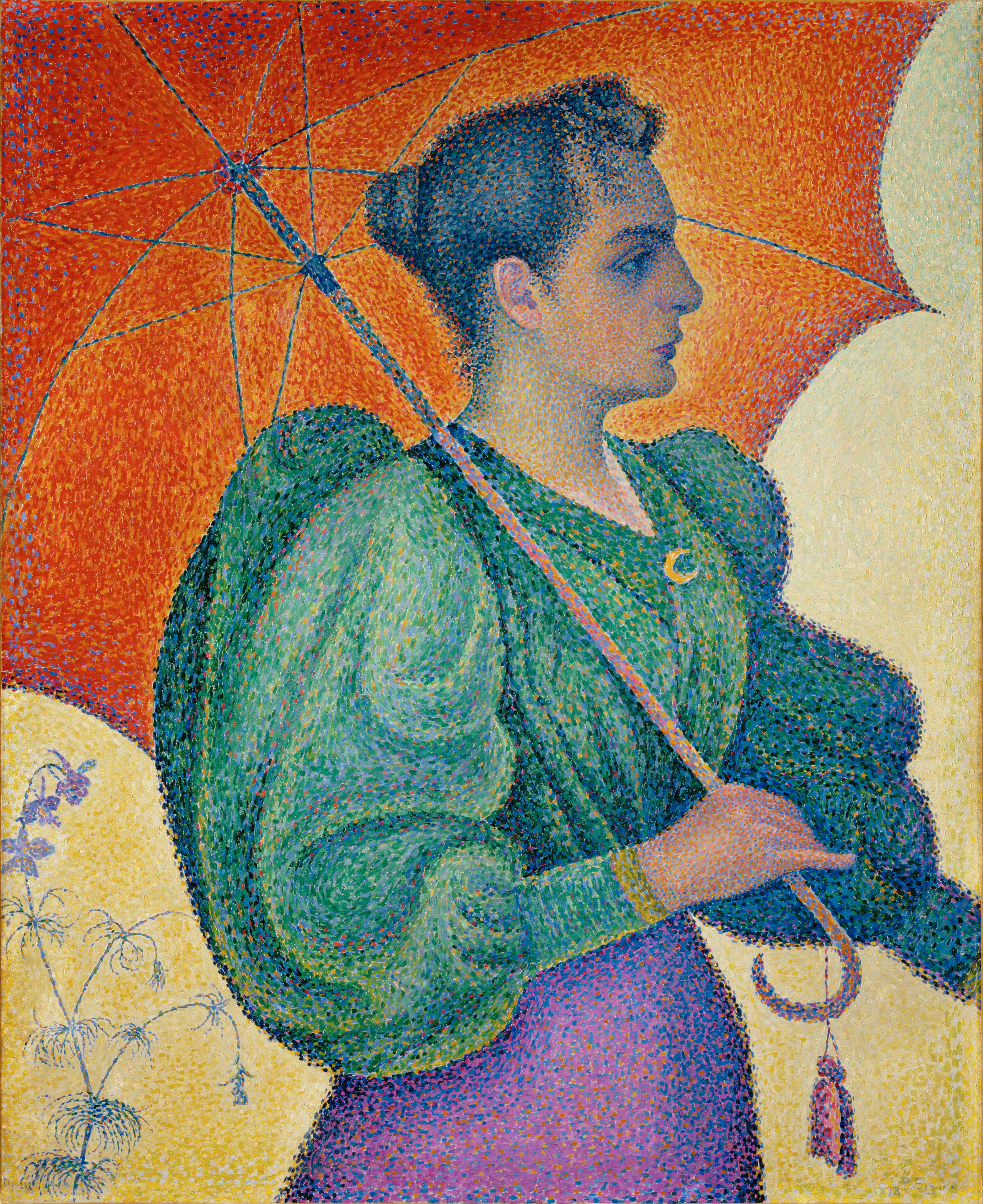
Paul Signac - Ritratto della moglie Berthe a Saint-Tropez by, 1893, Femme à l'ombrelle (Donna con l'ombrello), olio su tela, 81 x 65 cm, Musée d'Orsay, Parigi

Oltre a Seurat e Signac, altri artisti francesi, in gran parte attraverso l'associazione Société des artistes indépendants, adottarono alcune tecniche divisioniste, tra cui Camille e Lucien Pissarro, Albert Dubois-Pillet, Charles Angrand, Maximilien Luce, Henri-Edmond Cross, Jeanne Salmersheim-Desgranges, Louis Hayet, Léo Gausson, Antoine de la Rochefoucauld, Henri-Jean-Guillaume Martin e Hippolyte Petitjean.
Linea del tempo dei neo-impressionisti